# 莫斯塔尔兹里尼斯基克族体育俱乐部
莫斯塔尔兹里尼斯基克族体育俱乐部，通稱辛連斯基，是波斯尼亚和黑塞哥维那的一家足球俱樂部。主場位於莫斯塔爾。球隊參加波黑足球超级联赛的賽事，是波黑足球強隊。其同城对手为韦莱日。
兹里尼斯基为现今波黑历史最久的足球俱乐部，在1905年由克族年轻人创建，当时莫斯塔爾还属于奥匈帝国。二战后，所有参加过战时克罗地亚联赛的俱乐部皆被禁止，兹里尼斯基就是其中之一。该禁令从1945年一直延续至1992年。自波黑独立后该俱乐部重建。在2000年加入波黑超级联赛之前该俱乐部参加黑塞哥-波斯尼亚甲级联赛的赛事。2005年兹里尼斯基赢得了其首个波黑超级联赛的冠军。
现今该足球队是莫斯塔尔兹里尼斯基体育俱乐部的一部分，该俱乐部除了足球之外還設有籃球和手球隊。

## 荣誉
波斯尼亞和黑塞哥維那超級足球聯賽
- 冠军(9)：2004–05, 2008–09, 2013–14, 2015–16, 2016–17, 2017–18, 2021–22, 2022–23, 2024–25
- 亚军(3)：2006–07, 2018–19, 2023–24

黑塞哥-波斯尼亚足球甲级联赛
- 亚军(2)：1993–94, 1997–98

波斯尼亞和黑塞哥維那盃
- 冠军(3)：2007–08, 2022–23, 2023–24

波斯尼亞和黑塞哥維那超級盃
- 冠军(1)：2024

## 外部連結
- 官方网站  （克羅埃西亞文）
- Zrinjski sports association website （页面存档备份，存于） （克羅埃西亞文）
- Ultras official website （页面存档备份，存于） （克羅埃西亞文）
- Profile （页面存档备份，存于） at UEFA.com